# Блейн (округ, Айдахо)
Блейн (англ. Blaine) — округ в штате Айдахо. Окружным центром и крупнейшим городом является Хейли.

## История
Территория округа была впервые исследована исследователем Дональдом Мак-Кензи в 1818 году. В 1880-е годы область приобрела известность благодаря своей горнодобывающей промышленности. 5 марта 1895 года слиянием округов Альтурас и Логан был образован округ Блейн. Округ получил название в честь кандидата на президентский пост от республиканской партии на президентских выборах 1884 года известного политика Джеймса Блейна. Современная граница округа образовалась 6 февраля 1917 году с отделением от Блейна округа Камас. С 1890 года горнодобыча постепенно стала сокращаться, и в 1936 году с открытием лыжного курорта Сан-Валли округ переквалифицировал свой профиль из промышленного в туристический. Это привлекло много знаменитостей того времени, часть которых позже обосновалась в округе на постоянное место жительства. Эрнест Хемингуэй последние месяцы жизни проживал и был погребён в городе Кетчум, относящемся к округу. Среди известных людей, проживающих или имеющих собственные дома в округе: Адам Вест (в Кетчуме), Деми Мур (в Хейли), Джон Керри (в Кетчуме), Арнольд Шварценеггер (в Сан-Валли) Клинт Иствуд и Сильвестр Сталлоне (в Сан-Валли)..

## Население
По состоянию на июль 2008 года население округа составляло 21 731 человек. Округ находится на 17-м месте в штате по населению. С 2003 года численность населения увеличилась на 4,82 %. Ниже приводится динамика численности населения округа. Стоимость жизни в Блейне как популярном курорте выше, чем в окружающих его округах: например, стоимость домов в округе почти вдвое превышает среднюю цену по штату Айдахо. Поэтому многие из тех, кто работает в Блейне, живут в соседних округах, в частности в Шошоне и Линкольне. Так, на 2001 год в основных городах Блейна Сан-Валли, Кетчуме и Хейли работало 1 008 не-резидентов округа.

## География
Округ Блейн располагается в центральной части штата Айдахо. Площадь округа составляет 6 892 км², из которых 42 км² (0.61 %) занято водой. Поселения округа расположены в основном в долине реки Биг-Вуд вдоль шоссе SH-75 в западной части округа. Исключение составляет город Кэри, расположенный в юго-центральной части округа на пересечении автомагистрали US 20 с US 26/93.
|          | Элмор, Кастер  |        | Бьютт |  |
| Камас    | север          | Бингем |       |  |
| Камас    | Блейн          | Бингем |       |  |
| Камас    | юг             | Бингем |       |  |
| Минидока | Каша, Линкольн | Пауэр  |       |  |

### Дороги
- — US 20
- — US 26
- — US 93
- — SH-75

### Достопримечательности и охраняемые природные зоны
- Национальный парк «Лунные кратеры» (частично)
- Национальный заповедник Минидока (частично)
- Национальный лес Салмон-Чаллис (частично)
- Национальный лес Сотут (частично)
- Национальная зона отдыха Сотут (частично)
  - Заповедник Сотут